# 行政法
行政法（德語：Verwaltungsrecht）是有关行政的主体及职权、行为、程序、违法及责任和救济等的法律规范的总称。
行政法被認為是公法的一個分支，是一部非獨立的法典，也是憲法的具體化，可彌補憲法抽象規定的不足。
行政法與政府行政部門的決策活動密切相關。行政法規範國家與其公民之間的關係，以及各種行政機構的運作及其相互關係；行政法同時確保公民的權益不受行政行為侵害，或權益在遭侵害時確保其尋求救濟的可能。
大陸法系國家通常有專設的行政法院來審查根據該法律系統作成的決定。

## 發展歷史
在普通法制度之下，行政法的發展不若大陸法系明顯。而通行於歐洲大陸，也就是受羅馬法直接影響之法制之中，又以法國與德國兩大不同體系發展的最為完整。

### 法國
法國是行政法之母國。亦即近代意義的行政法在學說上向來被認為係1789年法國大革命體制之下所設置之參事院，在其執行職務之過程中漸次依判例而形成。

### 德国
德國的行政法係在1870年普法戰爭、德國統一後，獲得較為明顯之進展。奥托·迈耶著作《德意志行政法論》，係直接影響德國行政法學之發展。時至今日，若干行政法上之重要概念如行政處分（Verwaltungsakte）等，都還可以見得奥托·迈耶學說的原貌。

### 中国
中国行政法经历了三个主要发展阶段，分别服务于法律规则国家（Etat des lois）、法律国家（Etat légal）和法治国家（Etat de droit）三个不同历史期。

#### 一、法律规则国家时期的“以法行政”（1978-1989）
1978年，在经历了“文化大革命”之后，以邓小平为首的新一届党和国家领导人深刻意识到政治官员、行政官员遵守法律的重要性。这一时期，中国制定了大量的行政组织法律、法规，如1979年7月1日的《地方各级人民代表大会与地方各级人民政府组织法》、1982年10月10日的《国务院组织法》等。

#### 二、法律国家目标下的控权法（1989-2000）

##### 1．行政诉讼
1989年4月4日颁布的《行政诉讼法》被公认为中国行政法治里程碑式的法律文件，它标志着中国正式接受法治行政理念与原则。按照这一法律的规定，公民、法人或其他组织认为行政机关具体行政行为侵犯其合法权益的，可以向人民法院提起行政诉讼。为了平衡行政机关在行政过程中的优势地位，该法律还特别设计了若干有利于行政相对人诉讼的制度。其中，最具代表性的当属行政行为合法性审查之诉中的举证责任倒置规则。即，由作出受诉具体行政行为的行政机关提出证据证明其行为的合法性，否则将承担败诉的风险。

##### 2．行政监察
为了加强对行政机关及其工作人员的监督，中国重新采用古代的监察御史制度。1997年5月9日的《行政监察法》确立了行政系统内部的监督机制，以保证政令畅通、维护行政纪律、促进廉政建设、改善行政管理、提高行政效能。根据这部法律的规定，全国的监察工作由曾经在1959年被取消、1986年恢复的监察部主管。

##### 3．行政复议
依据1990年12月24日的《行政复议条例》的规定，公民、法人或其他组织认为行政机关的具体行政行为侵犯其合法权益的，可以向原行政机关或上一级行政机关请求复查该行为的合法性与适当性。这部《条例》后来为1999年10月1日生效的《行政复议法》所取代。从此，行政相对人不仅可以通过行政复议质疑具体行政行为的合法性与适当性，还可以请求复议机关一并审查作为受争议具体行政行为依据的规范性文件的合法性。

##### 4．国家赔偿
为保障公民、法人和其他组织依宪法享有的取得国家赔偿的权利，1994年5月12日的《国家赔偿法》规定，“国家机关和国家机关工作人员违法行使职权侵犯公民、法人和其他组织的合法权益造成损害的，受害人有依照本法取得国家赔偿的权利”。确立有别于民事赔偿的国家赔偿制度是中国迈向法治国家的重要一步，它明确肯定了行政机关应当为其侵权行为造成的不利后果承担责任的法律原则。经过十几年的实践，这部法律逐步暴露出归责原则过于单一、赔偿范围过于狭窄、刑事赔偿程序有失公正、赔偿标准过低等不足。

##### 5．非诉行政程序
1996年3月17日的《行政处罚法》和2003年8月27日的《行政许可法》均肯定了行政相对人知晓行政决定事实、依据及理由、进行陈述与申辩的权利，要求听证的权利和被告知权利救济途径等程序性权利。《行政处罚法》更是明确要求“行政机关必须充分听取当事人的意见，对当事人提出的事实、理由和证据，应当进行复核；当事人提出的事实、理由或者证据成立的，行政机关应当采纳。行政机关不得因当事人申辩而加重处罚。”

## 行政法基本原则

### 依法行政原则
依法行政原则具体包括职权法定原则、法律优先原则、法律保留原则。

### 行政合理性原则
行政合理原则具体包括平等对待原则、禁止不当连结原则和比例原则。

### 程序正当原则
程序正当原则要求行政公开、程序公正和公众参与。

### 信赖保护原则
当行政相对人对行政行为形成值得保护的信赖时，行政主体不得随意撤销或废止该行为，否则必须合理补偿行政相对人信赖该行为有效存续而获得的利益。

### 行政应急性原则
在某些特殊的紧急情况下，出于国家安全、社会秩序或公共利益的需要，行政机关可以采取没有法律依据或与法律相抵触的措施。

## 行政法主体

### 行政组织法
行政组织法是调整公共行政组织，构建现代行政秩序的法律规范总称。

#### 行政组织法律制度
行政组织法律制度主要包括：行政职能设置、政府间关系、社会行政组织制度和编制制度。

### 行政主体
行政主体是指依法享有行政职权，能以自己的名义对外活动并承担相应的法律责任的主体。

### 公务员
公务员是指依法履行公职，纳入国家行政编制，由国家财政负担工资福利的工作人员。

## 行政行为
行政行為是指行政主体及其工作人员或者行政主体委托组织或个人实施的产生行政法律效果的行为。

## 依研究範圍區分
行政法就其研究範圍區分總論和各論。
總論的研究範圍多半是通則性、普遍性的法律或法理，就行政權的不同表現上所做的分類，通常包括：行政法之基本原則、行政組織、行政程序、行政作用、行政救濟……等幾大部分。各論的研究範圍則在總則的基礎之上，依照行政事務領域之不同而有主題討論上的區別，如：警察法、財稅法、交通法、環境法、教育法、文化法……等。

## 依法規範內容性質區分
1. 行政組織法 主要規範行政組織的結構、成員的權利義務、資源的使用，像是行政主體的權利義務、行政機關的編制與任務權限、公營造物或公物的利用或使用規範，以及公務員的權利義務。但是作為組織法上的權限規範並不能作為行政行為的依據。常見的法律像是行政法人法、行政院組織法、地方制度法、公務人員任用法、公務人員保障法、公務人員考績法、公務人員俸給法、公務人員退休法、公務人員撫卹法、道路交通管理處罰條例。
2. 行政作用法 主要規範國家或地方行政機關行使公權力而為行政行為的內容、目的、程序、方法，以做為行政機關行使職權時的法律依據。影響人民的重大權利義務時必須高度明確規範要件和效果。常見的有行政程序法、警察職權行使法、行政執行法、行政罰法。
3. 行政救濟法 規範行政法上權利救濟程序，以及公權力行使造成人民合法損失或違法損害時，規定補償或賠償等國家責任的法律。例如：請願法、訴願法、行政訴訟法、刑事補償法、國家賠償法

事實上，法律的制定除了總則性的法律規範外，大部分的成文法律多半兼有多種性質的規定。例如社會秩序維護法和道路交通管理處罰條例，就兼有作用法的處罰規定和救濟規定，而行政執行法則有行政執行署的組織規定和行政執行方法的作用規定

## 延伸閱讀
- Davis, Kenneth Culp. . St. Paul, MN: West Publishing. 1975.